# Seimiya Naobumi
Seimiya Naobumi (japanisch 清宮 質文; geboren 26. Juni 1917 in der Präfektur Tokio; gestorben 11. Mai 1991) war ein japanischer Holzschnittkünstler.

## Leben und Werk
Seimiya Naobumi war Sohn von Semiya Hitoshi (清宮 彬; 1886–1969), einem Maler im westlichen Stil und nicht sehr bekannten Künstler des Sōsaku-hanga. Er war 1931 ein Gründungsmitglied der „Japanese Print Association“ (日本版画協会, Nihon hanga kyōkai). Sein Sohn Naobumi studierte auch Malerei im westlichen Stil und zwar an der Abteilung für Westliche Malerei an der „Tōkyō bijutsu gakkō“ (東京美術学校), einer der Vorläufereinrichtungen der heutigen Universität der Künste Tokio. 1941 schloss er das Studium ab, belegte anschließend einen Zusatzkurs im Fach Radierung.
Nach dem Pazifikkrieg begann Semiya mit Holzschnitten und stellte 1954 erstmals bei der Künstlervereinigung Shun’yōkai aus, deren Mitglied er 1957 wurde. Er nahm bis 1967 an einigen internationalen Ausstellungen teil, begnügte sich aber im Großen und Ganzen damit, seine Werke ab 1960 über die Nantenshi-Galerie (南天子画廊) in Tokio zu verkaufen.
Seimiyas Werke sind, obwohl er die Maserung des Holzes in einer Weise verwendet, die an Edvard Munch und andere frühe europäische Expressionisten erinnert, mit äußerster Präzision gefertigt, und seine Auflagen sind daher klein. Jeder seiner Drucke wird von einer dunklen Farbe dominiert. Er stellte auf Einladung in Tokio, auf der „Ljubljana International Biennial of Graphic Art“ und an anderen Orten aus.